# Кулешовка (приток Спасовки)
Кулешо́вка — река в Спасском районе Приморского края России.
До переименования 1972 года официально она носила китайское название Гэхэ (устричная, ракушечная река).
Исток находится на северо-западных склонах хребта Синего, в 6 км к юго-востоку от села Меркушевка Черниговского района, впадает в реку Спасовка на северней окраине города Спасск-Дальний.
Длина реки 42 км, площадь бассейна 324 км², общее падение реки 202 м. Ширина её от 2 до 15 м, глубина — от 0,3 до 0,7 м.
В летнее время часты паводки, вызываемые в основном интенсивными продолжительными дождями.
Населённые пункты в долине реки (сверху вниз): Евсеевка и Вишнёвка — стоят на правом притоке, впадающем в Меркушевку в верховьях; Красный Кут, Старый Ключ, Воскресенка, Спасск-Дальний.